# Fuente de Pando

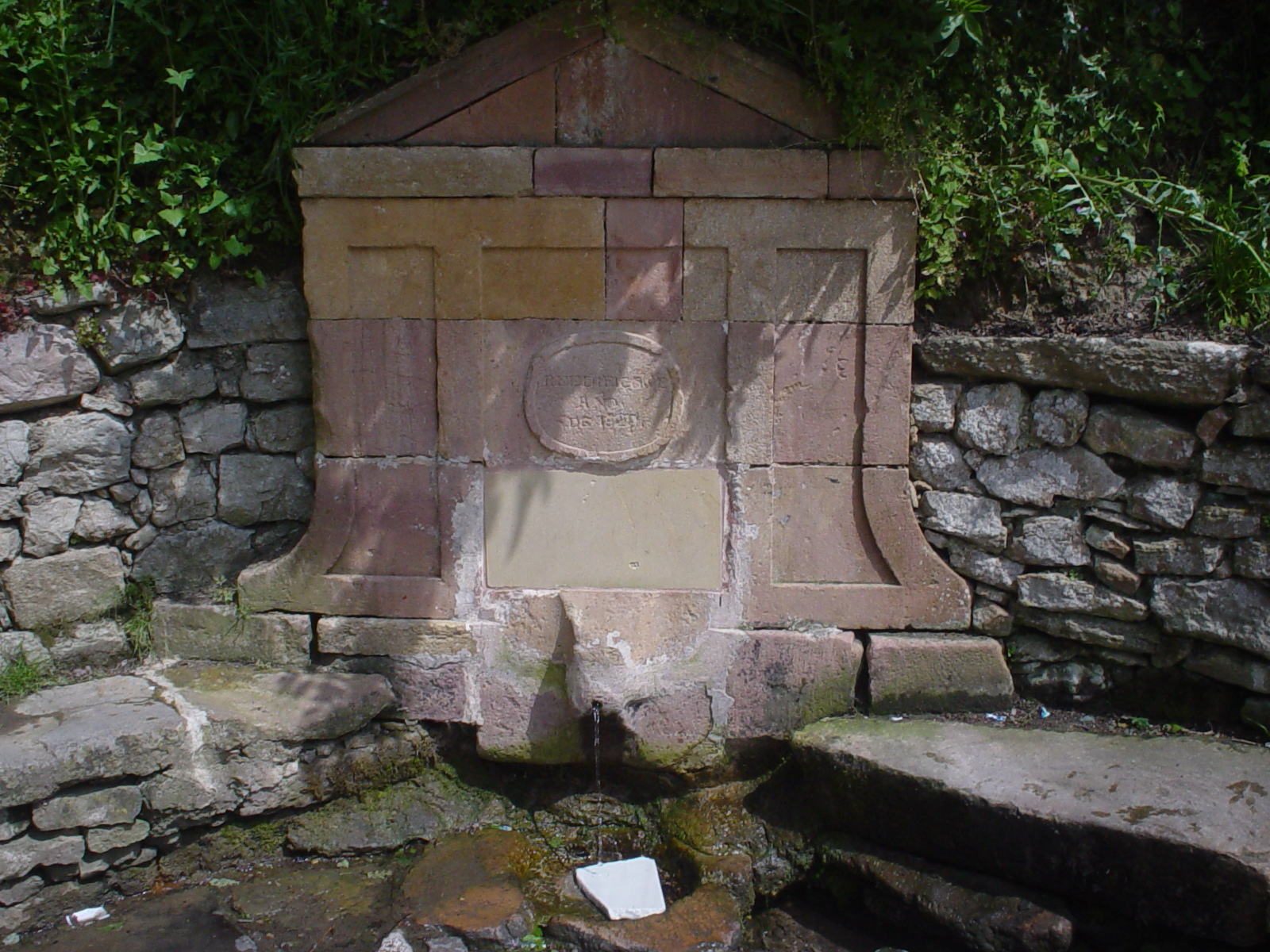
Fuente de Pando.

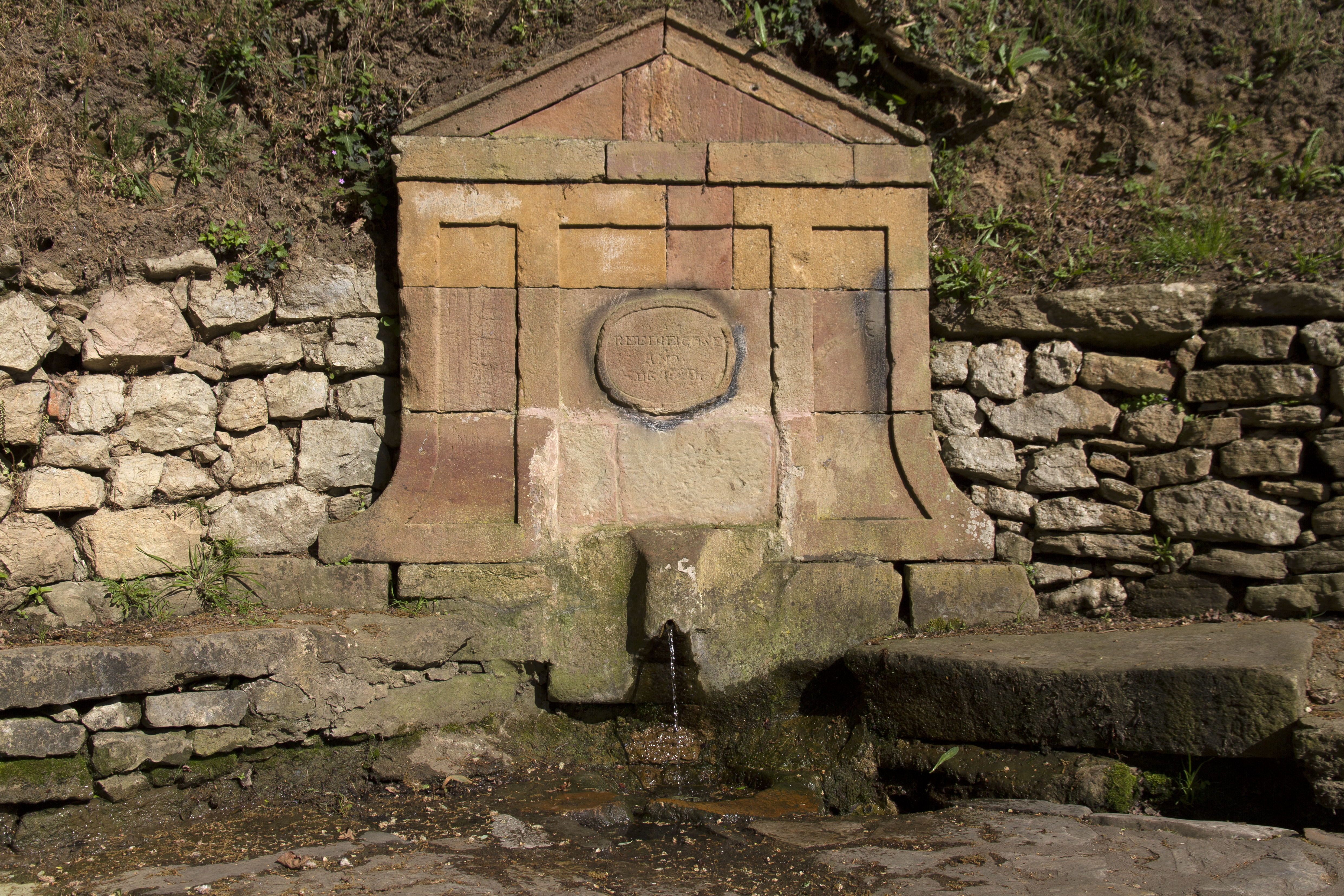

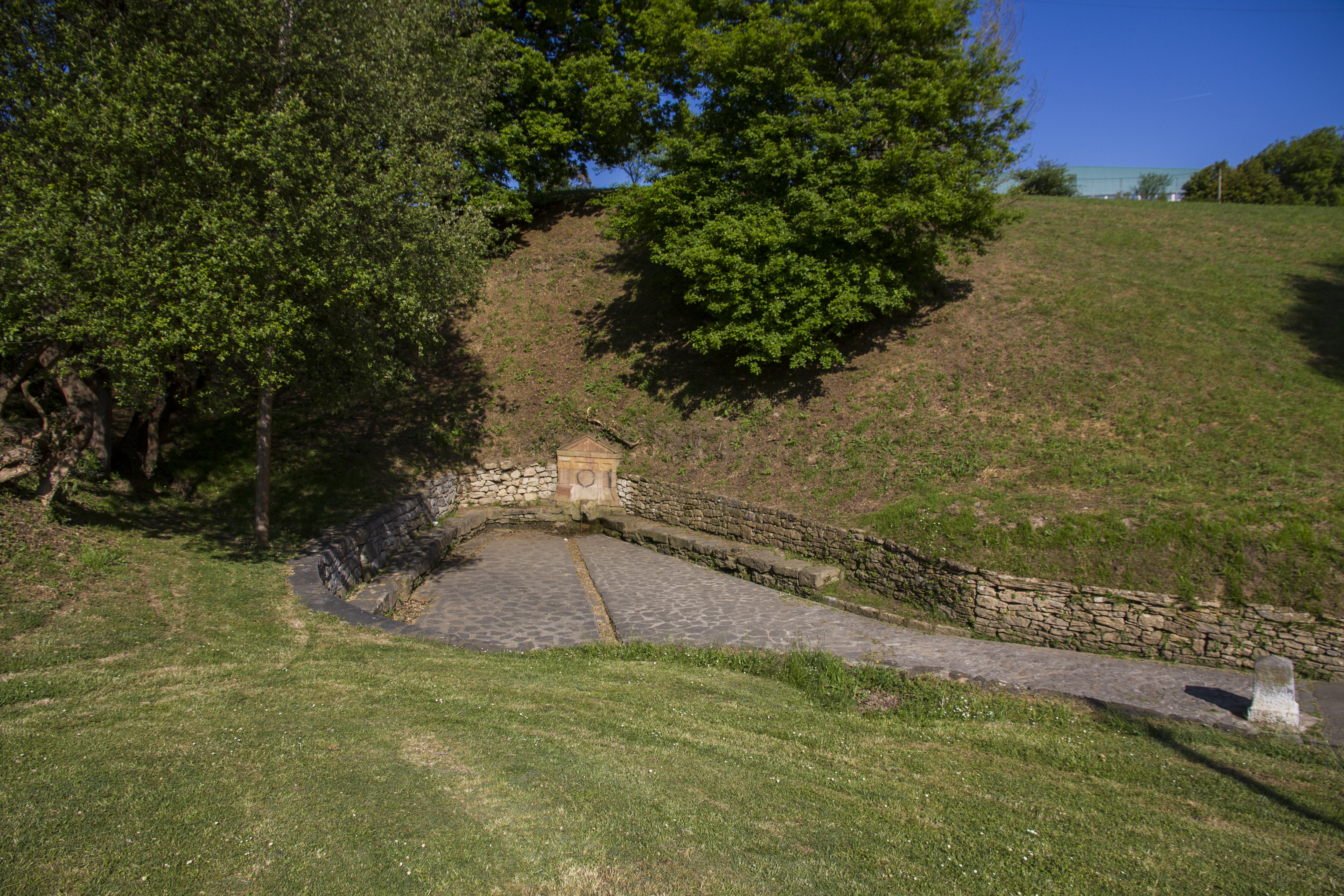

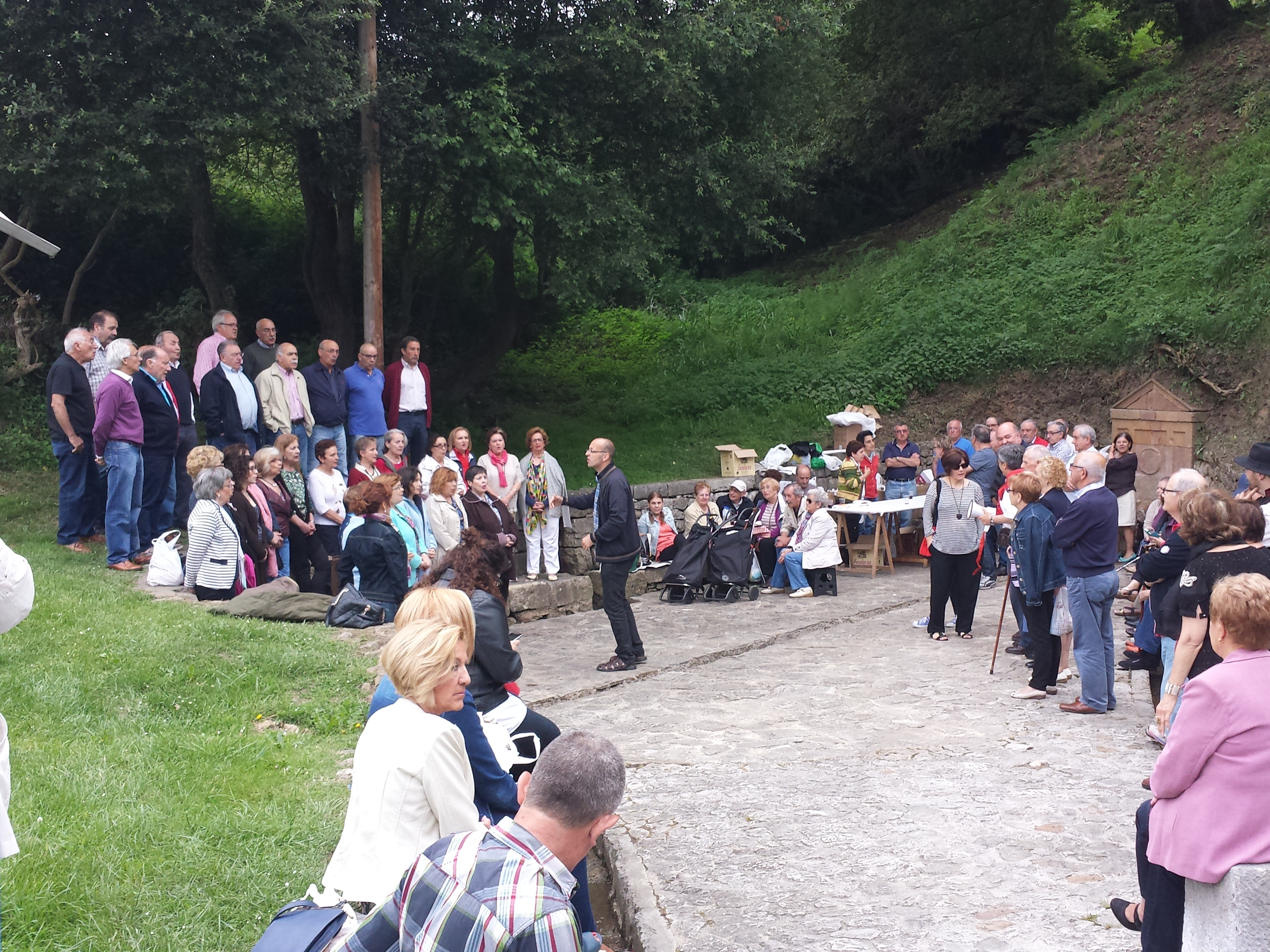
Fiesta de la A.VV. Fuente Pando, con el reparto del bollu y el vino.

La fuente de Pando es una fuente pública de piedra situada en la parroquia del mismo nombre en el concejo de Oviedo en Asturias. Se encuentra en las inmediaciones de la avenida de Pando. Se trata de una fuente que vierte agua minero medicinal de gran calidad rica en sulfatos y calcio por lo que, generalmente, hay cola para llenar recipientes grandes de agua para llevarla a casa.
La primera reseña sobre la fuente se remonta a la época de Ordoño II, que fue rey de León desde el año 914 hasta el 924, que la donó a la catedral de Oviedo. La fuente pública, probablemente se reconstruyó en el siglo xviii y está realizada en sillar de arenisca bien tallados en forma  paralelepipédica. Tiene planta rectangular y alzado neoclásico.
El cuerpo de la fuente se articula en tres calles; la central, más ancha, con un medallón de forma oval, con la siguiente inscripción: «Reedificose...año 1820»  Bajo el medallón, un altorrelieve de piedra sujeta el único caño de agua. Las otras dos calles discurren mediante dos curvas cóncavas de manera que la base por donde discurre el agua se va agrandando hacia el exterior. Se remata por un frontón triangular.
La fuente está adosada al terreno y enmarcada por una cerca de piedra que impide desprendimientos. A derecha e izquierda hay un banco corrido, de piedra de sillarejo que cubre prácticamente todo el perímetro de la fuente y sus laterales sirviendo a modo de asiento para los que esperar su turno para llevar agua. El suelo empedrado, algo resbaladizo pues siempre está húmedo, está dividido en dos partes simétricas por un pequeño canal que hace la función de rebosadero.
En 1936 sufrió varios desperfectos por lo que hubo de reconstruir lo afectado que eran, fundamentalmente, la parte inferior y el codo de piedra por donde afloraba el agua con cargo al Ayuntamiento de Oviedo, que es su titular. La Fuente de Pando es uno de los pocos ejemplos de fuentes públicas que se conservan en el concejo de Oviedo. Fue declarada monumento histórico-artístico el 17 de febrero de 1983 y Bien de Interés Cultural (BIC) el 26 de noviembre de 1992.
Hoy en día la Asociación de Vecinos que lleva su nombre, Fuente Pando, celebra todos los años una fiesta coincidiendo con la entrada del verano, donde se reparte el clásico "bollu con chorizu y botella vino" diversas actuaciones culturales y se baila la danza prima